# Aleksandra Avramović
Aleksandra Avramović (ur. 3 lipca 1982 roku w Priboju) – serbska siatkarka, reprezentantka kraju, środkowa.
Obecnie występuje w tureckim Nilüfer Belediye.

## Sukcesy

### klubowe
- Mistrzostwo Serbii:
  -  1996, 1997, 1998, 1999, 2000, 2001
- Puchar Serbii:
  -  1996, 1997, 1998, 1999, 2000
- Mistrzostwo Rumunii:
  -  2007
- Mistrzostwo Azerbejdżanu:
  -  2010